# Hainersdorf
Hainersdorf est une ancienne commune autrichienne du district de Hartberg-Fürstenfeld en Styrie.